# Eupithecia stikineata
Eupithecia graefi là một loài bướm đêm trong họ Geometridae.